# Gert Stallmann
Gert Wilhelm Stallmann (* 30. November 1951 in Osterode am Harz; † 30. Oktober 2024 in Göttingen) war ein deutscher Kameramann.

## Leben
Stallmann studierte an der SFOF in Berlin. Seine Spezialgebiete waren die Kameraarbeiten bei Fernsehspielen, Fernsehserien, Fernsehwerbung und Dokumentarfilme. Stallmann arbeitete seit 1985 als Kameramann. Er war Professor an der Beuth Hochschule für Technik Berlin.

## Filmografie (Auswahl)
- 2005: Löwenzahn – Die Reise ins Abenteuer
- 1997–2005: diverse Folgen der Fernsehserie Hinter Gittern – Der Frauenknast
- 1988–2013: diverse Folgen der Kinderserie Siebenstein
- 1987–2004: diverse Folgen der Kinderserie Löwenzahn